# 웨일스 밀레니엄 센터
웨일스 밀레니엄 센터(영어: Wales Millennium Centre, 웨일스어: Canolfan Mileniwm Cymru)는 웨일스 카디프에 소재한 예술 센터이다. 부지의 총 면적은 4.7 에이커 (1.9 ha)이다. 건물의 1단계는 2004년 11월 26~28일 주말에 열렸고 2단계는 2009년 1월 22일 콘서트와 함께 열렸다.
웨일스 밀레니엄 센터는 1개의 대형 극장과 2개의 작은 홀과 상점, 바, 레스토랑으로 구성되어 있다. 국립 오케스트라와 오페라, 무용, 연극, 문학 회사, 총 8개의 예술 단체가 상주하고 있다.